# 坎兹伯格 (南达科他州)
坎兹伯格（英語：Kranzburg），是美国南达科他州下属的一座城市。根据2010年美国人口普查，该市有人口175人。论人口在本州排行第191。